# میکروب‌شناسی خاک
میکروب‌شناسی خاک مطالعه میکروارگانیسم‌های موجود در خاک، عملکرد آن‌ها و چگونگی تأثیر آن‌ها بر خواص خاک است. باور بر این است که بین دو تا چهار میلیارد سال پیش نخستین باکتری‌ها و میکروب‌ها در اقیانوس‌های زمین پدیدار شدند. این باکتری‌ها می‌توانستند باعث تثبیت نیتروژن شوند؛ پس از مدتی تکثیر شوند و در نتیجه اکسیژن را در جو زمین منتشر کردند. این اتفاق باعث شکل گرفتن میکروارگانیسم‌های پیشرفته‌تری شد که از این لحاظ اهمیت دارند که روی ساختار و باروری خاک اثر می‌گذارند. میکروارگانیسم‌های خاک را می‌توان به باکتری‌ها، آکتینومیست‌ها، قارچ‌ها، جلبک‌ها و پروتوزوآها دسته‌بندی کرد. هریک از این‌ها خواصی دارند که آن‌ها و عملکردشان در خاک را مشخص می‌کنند.